# Thám tử lừng danh Conan: Kẻ hành pháp Zero
Thám tử lừng danh Conan: Kẻ hành pháp Zero (Nhật: 名探偵コナン ゼロの執行人 Hepburn: Meitantei Konan Zero no Shikkōnin) là phim anime 2018, được đạo diễn bởi Tachikawa Yuzuru và biên kịch bởi Sakurai Takeharu. Đây là bộ phim thứ 22 trong seri phim điện ảnh Thám tử lừng danh Conan, chuyển thể từ manga cùng tên của Aoyama Gōshō. Phim khởi chiếu tại các rạp phim Nhật Bản vào ngày 13 tháng 4 năm 2018, tại Việt Nam, HTV3 - DreamsTV phát sóng truyền hình phiên bản lồng tiếng Việt vào ngày 19 tháng 4 năm 2020.

## Nội dung
Tọa lạc tại Vịnh Tokyo, trung tâm hội nghị và nghỉ dưỡng tích hợp mới được xây dựng mang tên "Edge of Ocean" được lựa chọn làm nơi tổ chức Hội nghị Thượng đỉnh sắp tới. Trước Hội nghị thượng đỉnh, một vụ nổ đã xảy ra tại một trong những tòa nhà, giết chết và làm bị thương nhiều nhân viên Cục Công an đang tuần tra ở đó, cả Amuro Tōru và Kazami Yūya cũng bị thương. Một cuộc điều tra sơ bộ đã tìm thấy dấu vân tay trùng khớp với Mori Kogoro và những bằng chứng khác nằm trong máy tính của Kogoro, Kogoro bị bắt. Sau khi vô vọng tìm kiếm một luật sư sẵn sàng đại diện cho Kogoro trong phiên tòa, Ran, Kisaki Eri và Conan đã gặp một luật sư tự do là Tachibana Kyōko, người đề nghị sẽ bào chữa cho Kogoro trong vụ án.
Trong khi đó, Văn phòng Bộ trưởng Tư pháp tin rằng bằng chứng buộc tội Kogoro là đủ để xây dựng vụ án và Iwai Sayoko, Bộ trưởng Tư pháp, đã chỉ thị Kusakabe Makoto khởi tố Kogoro. Đồng thời, cảnh sát đang điều tra vụ án và phát hiện ra rằng van gas và nồi điều áp có thể được kết nối với internet (Internet vạn vật – IoT) và cả hai được truy cập từ xa thông qua Nor thông qua thiết bị của Kogoro để gây ra vụ nổ. Vào ngày diễn ra hội nghị, các thiết bị IoT ở khắp thành phố bị trục trặc, gây chập điện và cháy nổ xung quanh Tokyo. Vào thời điểm đó, Kogoro đang bị giam ở Nhà giam Tokyo, có nghĩa là Kogoro không thể là thủ phạm trong vụ đánh bom và cuộc tấn công IoT, và vụ án chống lại ông đã bị hủy bỏ.
Vào ngày tàu không người lái trên sao Hỏa có tên "Hakuchō" dự kiến hạ cánh, Conan đã khai trừ danh tính của thủ phạm vụ đánh bom và tấn công IoT, công tố viên Makoto Kusakabe. Kusakabe thuê một trợ lý tên là Haba Fumikazu, người trước đây đã làm việc và yêu Tachibana. Trong quá trình điều tra của Kusakabe, Haba phát hiện ra rằng thủ phạm xâm nhập vào hệ thống của NAZU. Haba bị bắt vì đột nhập vào công ty trò chơi và được cho là đã chết sau cuộc thẩm vấn của Amuro, khiến Kusakabe nung nấu ý định trả thù Cục An ninh Công cộng. Amuro sau đó tiết lộ rằng cái chết của Haba là giả mạo để đảm bảo rằng công tố viên sẽ không sử dụng sự giúp đỡ của người hỗ trợ theo cách mà anh đã làm với Haba.
Tuy nhiên, Kusakabe đã xâm nhập vào hệ thống để thay đổi đường rơi của con nhộng phóng từ Hakuchō để rơi vào tòa nhà Sở Cảnh sát Tokyo, đồng thời làm chập điện tòa nhà và bắt đầu cuộc tấn công IoT ở một số khu vực lân cận để nhân viên cảnh sát và những người dân khác được sơ tán đến Edge of Ocean. Mặc dù Kusakabe đã hài lòng và từ bỏ mã truy cập, nhưng mọi thứ gần như đã quá muộn, Conan và Amuro đã nhờ đến sự giúp đỡ của Tiến sĩ Agasa, Haibara và Đội thám tử nhí để kích nổ quả bom bằng cách sử dụng một máy bay không người lái do Tiến sĩ Agasa chế tạo gần con nhộng để thay đổi quỹ đạo rơi của nó. Với điểm rơi là tháp sòng bạc ở Edge of Ocean, Amuro và Conan chạy đua với thời gian và giao thông để Conan bắn quả bóng làm chệch hướng con nhộng, và con nhộng đã rơi xuống mặt biển một cách vô hại.

## Phân vai
| Nhân vật            | Diễn viên lồng tiếng | Diễn viên lồng tiếng |
| Nhân vật            | Nhật Bản             | Việt Nam             |
| ------------------- | -------------------- | -------------------- |
| Edogawa Conan       | Takayama Minami      | Hoàng Sơn            |
| Kudo Shinichi       | Yamaguchi Kappei     | Hoàng Sơn            |
| Mouri Ran           | Yamazaki Wakana      | Thuý Hằng            |
| Mouri Kogoro        | Koyama Rikiya        | Trần Vũ              |
| Haibara Ai          | Hayashibara Megumi   | Linh Phương          |
| Yoshida Ayumi       | Iwai Yukiko          | Kim Ngọc             |
| Kisaki Eri          | Takashima Gara       | Kim Ngọc             |
| Tsuburaya Mitsuhiko | Otani Ikue           | Chánh Tín            |
| Kazami Yuya         | Tobita Nobio         | Hoài Bảo             |
| Kojima Genta        | Takagi Wataru        | Kiêm Tiến            |
| Thanh tra Megure    | Chafurin             | Trí Luân             |
| Haba Fumikazu       | Hakata Daikichi      | Quốc Tín             |
| Suzuki Sonoko       | Matsui Naoko         | Ngọc Quyên           |
| Iwai Sayoko         | Sayoko Shokoku       | Minh Chuyên          |
| Furuya Rei          | Furuya Tohru         | Tuấn Anh             |
| Shiratori Ninzaburo | Inoue Kazuhiko       | Minh Triết           |
| Takagi Wataru       | Takagi Wataru        | Quang Tuyên          |
| Kuroda Hyoue        | Kishino Yukimasa     | Trường Tân           |
| Sato Miwako         | Yuya Atsuko          | Huyền Trang          |
| Tiến sĩ Agasa       | Ogata Kenichi        | Chơn Nhơn            |
| Kazunobu Chiba      | Isshin Chiba         | Chơn Nhơn            |
| Tachibana Kyouko    | Ueto Aya             | Ngọc Châu            |
| Kusakabe Makoto     | Kawashima Tokuyoshi  | Minh Vũ              |

## Nhạc phim
Zero -ZERO- (零 -ZERO-)
- Trình bày: Masaharu Fukuyama
- Ngày phát hành: 7 tháng 4 năm 2018
- Hãng thu âm: Universal Music

## Phát hành và tiếp nhận
Tại Nhật Bản, phim được trình chiếu trên 384 màn hình lớn. Trong hai ngày 14-15 tháng tư, doanh thu phim đạt 1,29 tỉ Yen, dẫn đầu phòng vé.
Trong hai ngày đầu công chiếu, theo bảng xếp hạng mức độ hài lòng của khán giả dành cho bộ phim do Pia thực hiện, phim đạt 94 điểm, xếp hạng 1 trong các bộ phim được khảo sát.
| #    | Xếp hạng | Tuần          | Doanh thu hai ngày cuối tuần | Tổng doanh thu thời điểm đó  |
| ---- | -------- | ------------- | ---------------------------- | ---------------------------- |
| 1    | 1        | 14–15 tháng 4 | ¥1,296,000,000 ($12.1 triệu) | ¥1,671,136,900 ($15.6 triệu) |
| 2    | 1        | 21–22 tháng 4 | ¥820,184,900 ($7.6 triệu)    | ¥3,233,128,800 ($30.0 triệu) |
| 3    | 1        | 28–29 tháng 4 | ¥605,955,800 ($5.6 triệu)    | ¥4,361,431,200 ($40.1 triệu) |
| 4    | 1        | 5–6 tháng 5   | ¥551,754,400 ($5.1 triệu)    | ¥6,222,515,600 ($57.1 triệu) |
| 5    | 1        | 12–13 tháng 5 | ¥276,769,200 ($2.5 triệu)    | ¥6,760,140,400 ($62.0 triệu) |
| 6    | 1        | 19–20 tháng 5 | ¥217,834,300 ($2.0 triệu)    | ¥7,201,763,500 ($66.0 triệu) |
| 7    | 1        | 26–27 tháng 5 | ¥180,222,300 ($1.7 triệu)    | ¥7,569,065,200 ($69.3 triệu) |
| 8    | 3        | 2–3 tháng 6   | ¥120,401,200 ($1.1 triệu)    | ¥7,861,446,600 ($72.0 triệu) |
| 9    | 4        | 9–10 tháng 6  | ¥102,179,600 ($931,000)      | ¥8,073,552,600 ($73.9 triệu) |
| 10   | 7        | 16–17 tháng 6 | ¥68,161,500 ($617,000)       | ¥8,244,471,700 ($75.5 triệu) |
| Tổng | -        | -             | -                            | -                            |